# Ли-Вэлли
Ли-Вэлли (англ. Lee Valley Park) — крупнейший парк Лондона площадью 4050 га и протяжённостью 42 км с севера на юг, выходящий за черту города.
Расположен в долине реки Ли на территории Большого Лондона, графствах Эссекс и Хартфордшир. По своим размерам более чем в четыре раза превышает площадь Ричмонд-парка, полностью расположенного в черте города. Представляет собой участки городской и сельской местности, которую пересекают автомобильные и железные дороги. Находится под управлением Lee Valley Regional Park Authority.
Создан в 1967 году актом парламента Великобритании как первый региональный парк страны, первоначально был предусмотрен в плане Большого Лондона 1944 года британским архитектором Лесли Аберкромби.